# Bluesrock Festival

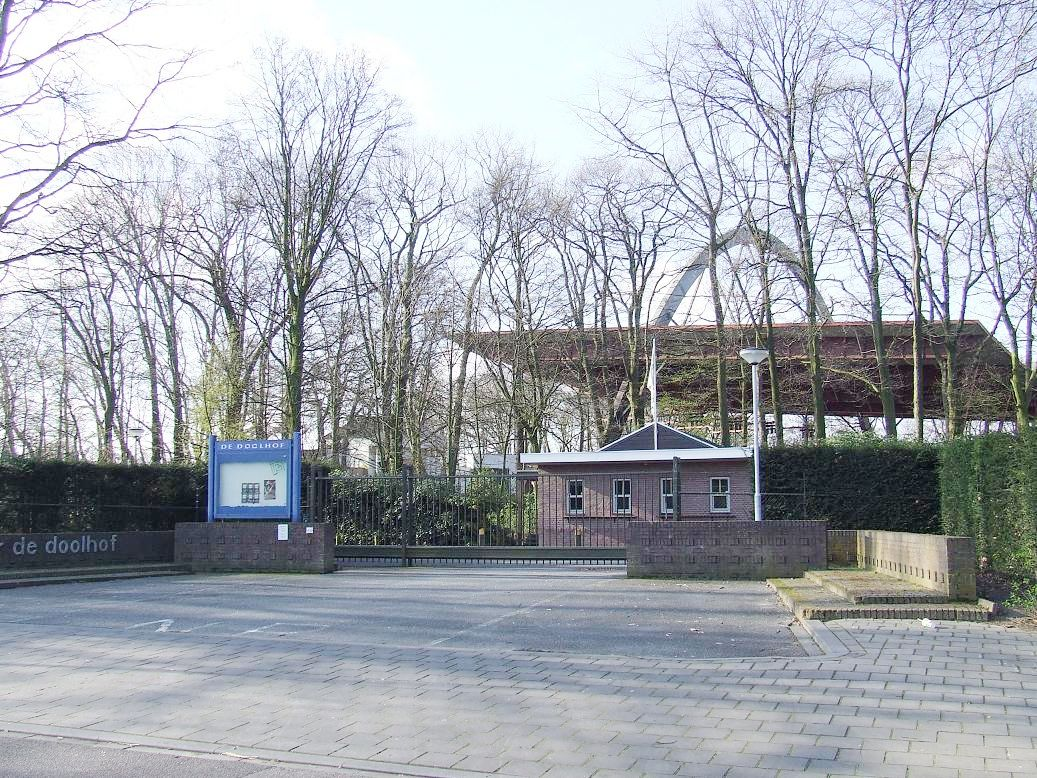
Openluchttheater de Doolhof Tegelen, waar elk jaar het Bluesrock Festival wordt gehouden

Het Bluesrock Festival is een muziekfestival in Tegelen (gemeente Venlo) en wordt sinds 1984 elk jaar in september gehouden in Openluchttheater De Doolhof. Organisatoren zijn "Buro Pinkpop" en Mojo Concerts.
In totaal hebben 155 verschillende bands op het podium gestaan, waaronder Guy Forsyth (vijf keer) alsmede Rory Gallagher, Ten Years After en Walter Trout (ieder drie keer).
Het festival trekt jaarlijks gemiddeld een kleine 2500 betalende bezoekers.